# Papers
"Papers" é o primeiro single do novo futuro quarto álbum de estúdio do cantor Usher, Raymond vs. Raymond. O título da canção, originalmente anunciada para ser “Filing Papers", foi confirmada mais tarde com o nome de "Papers" pela Jive Records. Foi escrito por Sean Garrett, que alega que estava inconsciente no momento em que o casamento de Usher atravessava problemas.

## Promoção
Diz-se que Usher abordará o fim de seu casamento com Tameka Foster, na primeira oferta de seu novo álbum. A canção estreou na rádio 5 de Outubro.
O single estreou na 92º posição no Hot 100 da Billboard.

## Desempenho nas tabelas musicais
| Tabela musical (2009)             | Melhor posição |
| --------------------------------- | -------------- |
| - Billboard Hot 100               | 31             |
| - Billboard Hot R&B/Hip-Hop Songs | 1              |
| - Billboard Radio Songs           | 36             |